# Derejîci, Drohobîci
Derejîci (în ucraineană Дережичі) este localitatea de reședință a comunei Derejîci din raionul Drohobîci, regiunea Liov, Ucraina.

## Demografie
Componența lingvistică a localității Derejîci
     Ucraineană (99,38%)
     Alte limbi (0,53%)
Conform recensământului din 2001, majoritatea populației localității Derejîci era vorbitoare de ucraineană (99,38%), existând în minoritate și vorbitori de alte limbi.